# 佩姬·利普顿
佩姬·利普顿（英語：Peggy Lipton，1946年8月30日—2019年5月11日），女，美国演员。曾获得金球奖剧情类剧集最佳女主角。